# O Bom Burguês
O Bom Burguês é um filme brasileiro de 1983, um drama policial e político dirigido por Oswaldo Caldeira, e com roteiro de Oswaldo Caldeira e Doc Comparato.
Realizado ainda durante a ditadura militar, é um filme ficcional sobre a luta armada no Brasil, inspirado livremente em personagem real. Na década de 1960, Jorge Medeiros Valle trabalhava na agência Leblon do Banco do Brasil e, usando de artifícios contábeis, desviou cerca de dois milhões de dólares para a guerrilha que enfrentava o ditadura militar brasileira. Jorge Medeiros Valle ficou conhecido na imprensa, entre os guerrilheiros e nos órgãos de repressão, como "o bom burguês".
O filme é uma produção de Oswaldo Caldeira, Encontro Produções e Embrafilme e produção executiva de Paulo Thiago, com fotografia de Antônio Penido, montagem de Gilberto Santeiro, cenografia e figurinos de Paulo Chada e trilha sonora de Paulo Moura.O ator Jardel Filho faleceu antes da finalização do filme e teve que ser dublado (Estúdios Barrozo Neto).

## Elenco
- José Wilker .... o bancário Lucas / Jonas
- Betty Faria .... Neuza, a mulher de Lucas
- Christiane Torloni .... Patrícia/Joana, a irmã de Lucas
- Anselmo Vasconcelos .... Pedro/Lauro
- Nelson Dantas...Billy
- Nicole Puzzi...Antonia
- Emmanuel Cavalcanti .... Antonio, vigia
- Paulo Porto .... Valadares
- Carlos Wilson...Companheiro
- Vinícius Salvatori .... Romano
- Maria Alves...Luzia
- Ivan de Almeida...Joel
- Fábio Junqueira...Paulo
- Jofre Soares .... o Velho (participação especial)
- Nelson Xavier .... Comandante Raul (participação especial)
- Jardel Filho .... Thomas
- Zaira Zambelli ("participação afetiva")
- Lúcia Abreu
- Helô Costa
- Isa Do Eirado
- Celso Faria...Otacílio, gerente
- Quim Negro
- Adriana Figueiredo...Alice
- Danielle Goldam
- Claude Haguebauer...Embaixador
- Roberto Lee
- De Sordi Lelis
- Aristides Lourenço
- Antônio Paracampos
- Denise Telles

## Participação em festivais
- Festival de Brasília (Brasil) - 1983
- Festival de Berlim (Alemanha Ocidental) - 1984